# Reknica (dopływ Kisewskiej Strugi)
Reknica (Struga Wilkowska) – struga, prawostronny dopływ Kisewskiej Strugi o długości 7,59 km i powierzchni zlewni 27,99 km².
Struga płynie na Pobrzeżu Bałtyckim. Jej źródła znajdują się na północny wschód od miejscowości Obliwice na Wysoczyźnie Żarnowieckiej. Przepływa przez obszar gminy Nowa Wieś Lęborska oraz przez miejscowość Obliwice i poniżej Kębłowa Nowowiejskiego uchodzi do Kisewskiej Strugi.
W 1948 roku została wprowadzona nazwa "Reknica", zastępując niemiecką "Krebs Bach".